# Hylesia metapyrrha
Hylesia metapyrrha är en fjärilsart som beskrevs av Walker 1855. Hylesia metapyrrha ingår i släktet Hylesia och familjen påfågelsspinnare. Inga underarter finns listade i Catalogue of Life.